# Lutenica

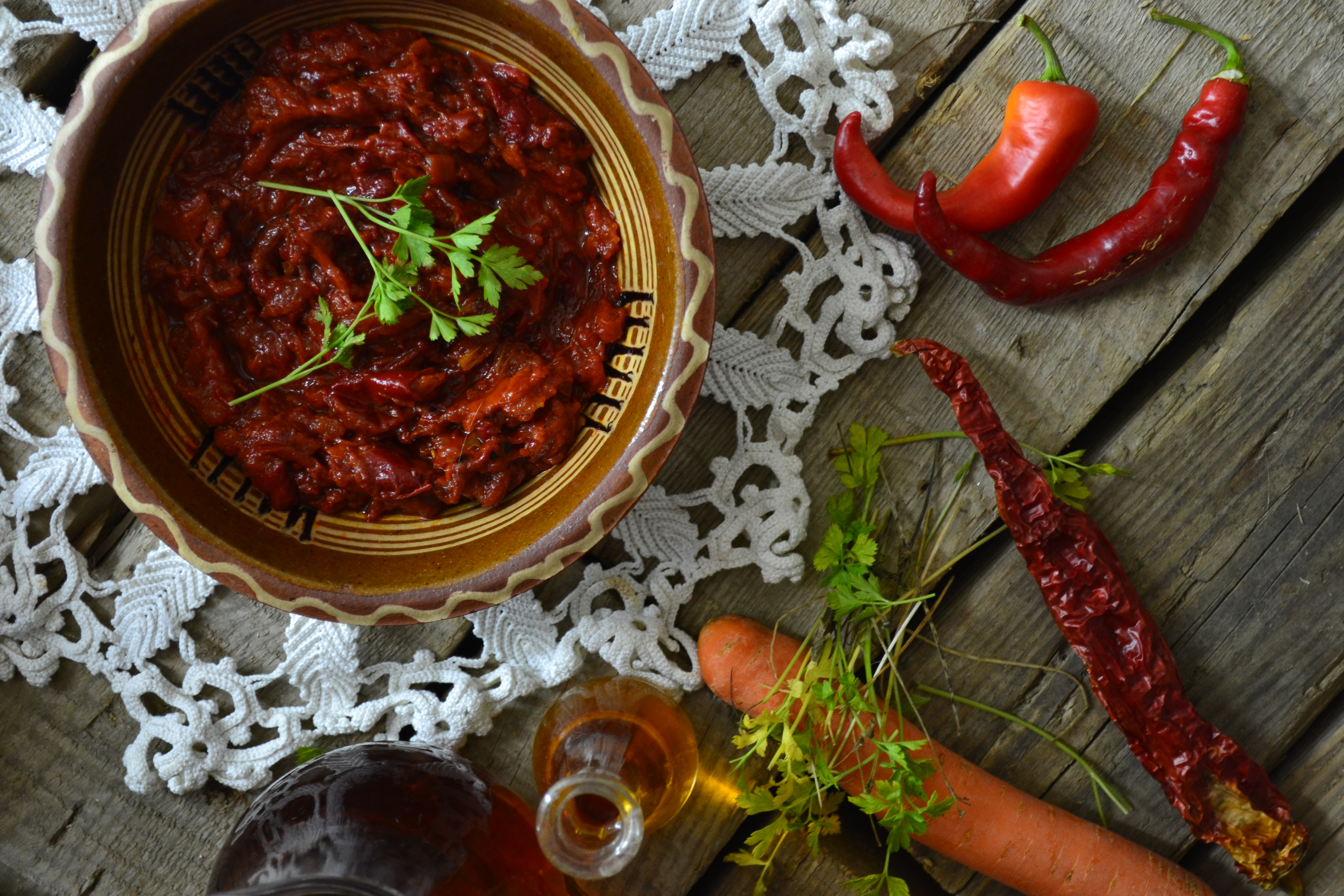
Bol de lutenica.

La lutenica, louténica, liuténitsa ou lyuténitsa (en bulgare : лютеница ; en macédonien : лутеница) est une préparation culinaire originaire du sud-est des Balkans. La traduction littérale du mot signifie[style à revoir] « piquante ». La traduction littérale en français est « piquante ».
Il s'agit d'une préparation faite essentiellement à base de poivrons rouges doux et contenant aussi des tomates, des aubergines, des carottes, des oignons, de l'huile végétale, des piments, de l'ail, du sucre, du sel et du cumin. Le tout est cuit puis moulu. Traditionnellement, la luténica est plus piquante que les autres préparations culinaires similaires des Balkans mais elle peut être douce ou piquante.
La luténica se sert froide, soit sur une tartine (avec du fromage de type féta[Quoi ?]), soit sur des toasts en apéritif, soit comme garniture pour des viandes grillées.